# Dendropanax proteus
Dendropanax proteus là một loài thực vật có hoa trong Họ Cuồng cuồng. Loài này được (Champ. ex Benth.) Benth. mô tả khoa học đầu tiên năm 1861.